# Campanile (sieć hotelowa)

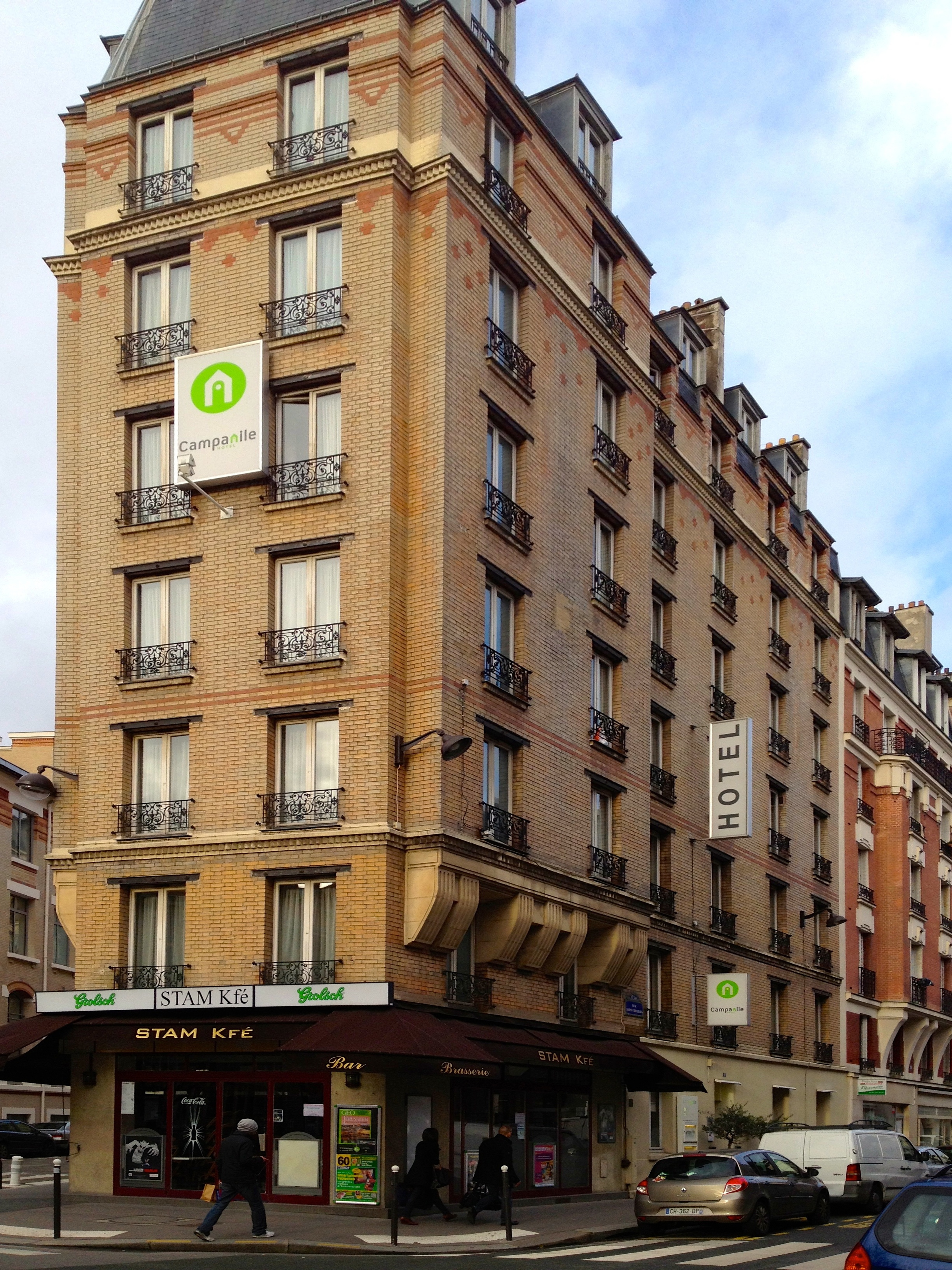
Hotel Campanile w Paryżu, fot. 2012 r.

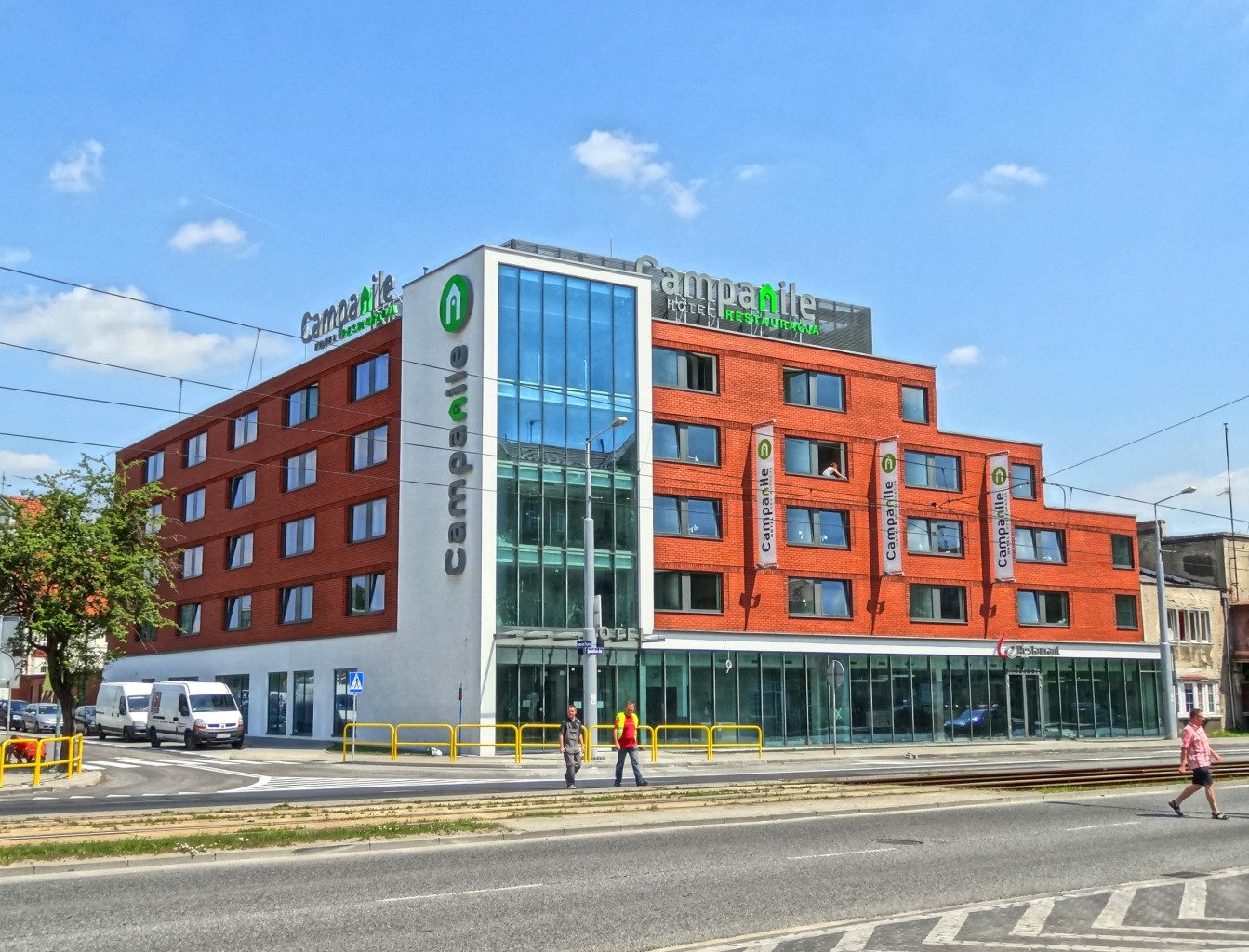
Hotel Campanile w Bydgoszczy, fot. 2013 r.

Campanile – międzynarodowa sieć hoteli należących do grupy Louvre Hotels. W Europie obiekty znajdują się m.in. w krajach Beneluksu, Wielkiej Brytanii, Francji, Włoszech, Polsce, Portugalii i Hiszpanii.

## Hotele w Polsce
W Polsce do sieci należy 11 hoteli w 10 miastach:
- Bydgoszcz
- Katowice
- Kraków (Hotel Campanile w Krakowie)
- Lublin
- Łódź
- Nowy Targ
- Poznań
- Szczecin
- Warszawa
- Wrocław (Campanile Stare Miasto i Campanile Wrocław Centrum)